# Si ça vous chante
Pour plus de détails, voir Fiche technique et Distribution.
Si ça vous chante est un film français réalisé par Jacques Loew, sorti en 1952.

## Fiche technique
- Titre : Si ça vous chante
- Réalisation : Jacques Loew
- Scénario et dialogues : Jacques Loew
- Photographie : Henri Decae
- Musique : Pierre Dudan
- Montage : Henri Colpi
- Production : Perspectives cinématographiques
- Pays d'origine :  France
- Genre : Comédie et film musical
- Durée : 90 minutes
- Date de sortie : 
  - France - 5 septembre 1952[1]
- Affiche : Georges Kerfyser (France)

## Distribution
- Pierre Dudan
- Joëlle Bernard
- Lise Graf
- Blanchette Brunoy
- Raymond Bussières
- Geneviève Guitry
- Annette Poivre
- Yves Vincent
- Maria Vincent
- Howard Vernon
- Odette Laure